# Hemibystra rungwemontis
Hemibystra rungwemontis är en stekelart som beskrevs av Heinrich 1968. Hemibystra rungwemontis ingår i släktet Hemibystra och familjen brokparasitsteklar. Inga underarter finns listade i Catalogue of Life.